# هرشفلد
هرتفيك هرشفلد Hartwig Hirschfeld (1854 - 1934 م) هو مستشرق و باحث يهودي في غاية التعصب ضد الإسلام.
من آثاره: «إسهامات في إيضاح القرآن» و «أبحاث جديدة في تأليف وتفسير القرآن».